# سرویس امنیتی (ارتباطات دور برد)
سرویس امنیتی سرویسی است که توسط لایه ای از سیستم‌های باز ارتباطی ارائه می‌شود که امنیت کافی سیستم‌ها یا امنیت کافی انتقال داده‌ها را همان‌طور که در توصیه ITU-T X.800 تعریف شده‌است، تضمین می‌کند. X.800 و ISO 7498-2 (سیستمهای پردازش اطلاعات - اتصال سیستمهای باز - مدل مرجع اساسی - قسمت ۲: معماری امنیت) از نظر فنی در یک راستا قرار دارند. این مدل به‌طور گسترده‌ای شناخته شده‌است
یک تعریف کلی تر در دستورالعمل CNSS شماره ۴۰۰۹ مورخ ۲۶ آوریل ۲۰۱۰ توسط کمیته سیستم‌های امنیت ملی ایالات متحده آمریکا است:
قابلیتی که یکی یا بیشتر از یکی از نیازهای امنیتی (رازداری، تمامیت، در دسترس بودن) را پشتیبانی کند. نمونه‌هایی از خدمات امنیتی عبارتند از: مدیریت کلید ، کنترل دسترسی و احراز هویت.
تعریف معتبر دیگر در واژه‌نامه سرویس وب W3C تصویب شده توسط NIST SP 800-95 است:
یک سرویس پردازش یا ارتباطی که توسط سیستم ارائه می‌شود تا نوع خاصی از حفاظت از منابع را فراهم کند، جایی که منابع گفته شده ممکن است در سیستم گفته شده ساکن باشند یا در سیستم‌های دیگری ساکن باشند، به عنوان مثال سرویس احراز هویت یا سرویس احراز اسناد و تأیید اعتبار سند مبتنی بر PKI. خدمات AAA زیر مجموعه سرویس امنیتی است . سرویس‌های امنیتی معمولاً بخشهایی از سیاست‌های امنیتی را پیاده‌سازی می‌کنند و از طریق مکانیسم‌های امنیتی پیاده‌سازی می‌شوند.

## اصطلاحات اساسی امنیتی
امنیت اطلاعات و امنیت رایانه، رشته‌هایی هستند که ملزم به الزامات رازداری، یکپارچگی، در دسترس بودن، اصطلاحاً سه‌گانه CIA، دارایی اطلاعاتی یک سازمان (شرکت یا آژانس) یا اطلاعات مدیریت شده توسط رایانه‌ها هستند.
تهدیدهایی وجود دارد که می‌تواند با حمله به منابع (اطلاعات یا دستگاه‌هایی برای مدیریت اطلاعات) باعث آشکار کردن یک یا چند آسیب‌پذیری بشوند. منابع می‌توانند توسط یک یا چند اقدام متقابل یا کنترل‌های امنیتی محافظت شوند.
بنابراین سرویس‌های امنیتی بخشی از اقدامات متقابل را اجرا می‌کنند، و تلاش می‌کنند تا به الزامات امنیتی یک سازمان دست یابند.

## اصطلاحات اساسی OSI
به منظور اجازه دادن به دستگاه‌های مختلف (رایانه، روتر، تلفن همراه) برای برقراری ارتباط داده‌ها به روشی استاندارد، پروتکل‌های ارتباطی تعریف شده‌اند.
سازمان ITU-T مجموعه گسترده‌ای از پروتکل‌ها را منتشر کرد. معماری کلی این پروتکل‌ها در توصیه X.200 تعریف شده‌است.
به روش‌های مختلف (هوا، کابل) و راه‌ها (پروتکل‌ها و پشته‌های پروتکل) برای برقراری ارتباط، شبکه ارتباطی گفته می‌شود.
الزامات امنیتی برای اطلاعات ارسالی از طریق شبکه قابل اجرا هستند. رشته‌ای که در ارتباط با امنیت از طریق شبکه است، امنیت شبکه نامیده می‌شود.
توصیه X.800:
1. توصیف کلی از خدمات امنیتی و سازوکارهای مربوطه را ارائه می‌دهد که ممکن است توسط مدل مرجع ارائه شود؛ و
2. موقعیت‌های موجود در مدل مرجع را در جایی که خدمات و سازوکارها ممکن است ارائه شود، تعریف می‌کند.

این توصیه زمینه کاربرد توصیه X.200 را گسترش می‌دهد تا ارتباطات ایمن بین سیستم‌های باز را پوشش دهد.
طبق توصیه X.200، در مدل به اصطلاح OSI 7، هفت لایه وجود دارد که هر یک از آنها به‌طور کلی لایه N نامیده می‌شود. نهاد N + 1 درخواست خدمات انتقال به نهاد N را دارد.
در هر سطح، دو موجودیت (N-موجودیت) با انتقال پروتکل‌های واحد داده (PDU) با استفاده از پروتکل (N) تعامل می‌کنند. سرویس واحد داده (SDU) واحد خاصی از داده‌ها است که از یک لایه OSI به یک لایه پایین‌تر منتقل شده و هنوز توسط لایه پایین در PDU کپسول نشده‌است. این مجموعه ای از داده‌ها است که توسط کاربر از خدمات یک لایه داده شده ارسال می‌شود و از نظر معنایی بدون تغییر به کاربر سرویس همتا منتقل می‌شود. PDU هر لایه داده شده، لایه "n"، برابر با SDU لایه زیر است، لایه "n-1". در واقع SDU "محتوای" یک PDU معین است. یعنی فرایند تغییر SDU به PDU، شامل یک فرایند کپسوله سازی است که توسط لایه پایین انجام می‌شود. تمام داده‌های موجود در SDU در PDU محصور می‌شوند. لایه n-1 هدر، یا پاورقی، یا هر دو (هدر و پاورقی) را به SDU اضافه می‌کند و آن را به PDU لایه n-1 تبدیل می‌کند. هدرها یا پاورقی‌های اضافه شده، بخشی از فرایند مورد استفاده برای امکان دستیابی داده‌ها از یک منبع به یک مقصد است.

## سایر معانی مرتبط

### سرویس امنیتی مدیریت شده
سرویس امنیتی مدیریت شده (MSS) سرویس امنیت شبکه ای است که به ارائه دهنده خدمات، برون سپاری شده‌است.

## عناوین مشابه
- کنترل دسترسی
- دسترسی
- شبکه ارتباطی
- پروتکل ارتباطی
- محرمانه بودن
- اقدامات مخالف
- یکپارچگی داده
- امضای دیجیتالی
- بهره‌برداری (امنیت رایانه)
- امنیت اطلاعات
- تمامیت
- ITU-T
- سرویس امنیتی مدیریت شده
- امنیت شبکه
- مدل OSI
- پروتکل (محاسبات)
- واحد داده پروتکل
- پشته پروتکل
- کنترل امنیتی
- تجزیه و تحلیل الزامات امنیتی
- واحد داده خدمات
- تهدید (رایانه)
- آسیب‌پذیری (محاسبات)